# Roberto Maltagliati
Roberto Maltagliati (Cuggiono, 7 aprile 1969) è un allenatore di calcio ed ex calciatore italiano, di ruolo difensore.

## Caratteristiche tecniche

### Giocatore
Difensore centrale forte fisicamente e abile di testa, accusava limiti nel gioco in velocità.

## Carriera

### Giocatore

Maltagliati in maglia granata (a destra), alle prese con lo juventino Fabrizio Ravanelli nel derby di Torino del 6 aprile 1996.

Dopo l'esordio nei dilettanti del Corsico dove milita tre stagioni, e una stagione in Serie C2 nella Solbiatese, viene acquistato già ventiquattrenne dal Parma, militante in Serie A. Esordisce nella massima serie il 2 gennaio 1994, nel pareggio esterno a Piacenza, e a fine stagione totalizza 10 presenze.
Nell'estate 1994 viene ceduto al Torino, sempre in Serie A. Nella ringiovanita formazione di Rosario Rampanti gioca da titolare la prima delle sue sette stagioni in maglia granata, di cui diventa una bandiera. Con il Torino vive la retrocessione in Serie B nel 1996 e conquista la promozione nella massima serie tre anni più tardi, con Emiliano Mondonico. Con la maglia granata disputa complessivamente 173 partite di campionato, con un'unica rete, nel 3-3 casalingo contro il Monza del 3 aprile 1999.
Dopo una nuova retrocessione in cadetteria, nel settembre 2000 si trasferisce al Piacenza, a causa di contrasti con la dirigenza. In Emilia contribuisce con 26 presenze e 1 gol alla promozione in Serie A, e colleziona altre 6 presenze l'anno successivo, prima di passare in gennaio all'Ancona, con cui ottiene una nuova promozione nella massima serie al termine della stagione 2002-2003.
Inizia la stagione 2003-2004 ancora nell'Ancona, prima di tornare in Serie B con il Cagliari nel gennaio successivo. In Sardegna conquista la sua quarta promozione personale nella massima serie, dove è titolare per tutto il campionato 2004-2005. Al termine della stagione non viene confermato e scende in Serie C1 con la maglia dello Spezia. Conquista la promozione in Serie B nella stagione 2005-2006 e la salvezza in quella successiva, nella quale è poco impiegato.
Conclude la carriera nel 2008, dopo una stagione nel Canavese, neopromosso in Lega Pro Seconda Divisione.

### Allenatore
Nel luglio 2012 diventa l'allenatore dell'Équipe Lombardia, formazione che raccoglie diversi giocatori disoccupati. Già nel mese successivo, tuttavia, viene assunto dal Varese come assistente di Maurizio Ganz per la formazione Berretti.
Nel febbraio 2014 subentra all'esonerato Davide Cei alla guida della Primavera dello Spezia, società di cui era già collaboratore tecnico. A fine stagione torna all'Équipe Lombardia come collaboratore di Emiliano Mondonico.

## Palmarès

### Giocatore

#### Competizioni nazionali
- Serie C1: 1

Spezia: 2005-2006
- Supercoppa di Lega di Serie C1: 1

Spezia: 2006
- Campionato Interregionale: 1

Corsico: 1991-1992

#### Competizioni internazionali
- Supercoppa UEFA: 1

Parma: 1993

#### Competizioni regionali
- Promozione: 1

Corsico: 1989-1990